# Marek Hrvol
Marek Hrvol (* 7. června 1988 Most) je český politik a ekonom, od roku 2020 zastupitel Ústeckého kraje (navíc od roku 2024 také radní kraje), od ledna 2023 primátor města Most (v letech 2014 až 2022 pak 1. náměstek primátora), od roku 2017 předseda hnutí ProMOST.

## Život
Vystudoval mosteckou průmyslovku, následně obor ekonomie na Vysoké škole finanční a správní (získal titul Ing.).
Před zahájením své politické kariéry pracoval jako asistent starostky města Lom na Mostecku Kateřiny Schwarzové. Od března 2020 oživoval mostecký fotbal v roli jednatele společnosti FK Baník Most - Souš, od června 2020 je předsedou spolku FK Baník Most - Souš mládež. V letech 2015 až 2020 zasedal v dozorčí radě akciové společnosti HIPODROM MOST, z toho v letech 2016 až 2020 jako její místopředseda. Dále je od listopadu 2015 členem statutárního výboru spolku Sport Most a od září 2021 místopředsedou představenstva spolku Star Team Most.
Marek Hrvol žije ve městě Most.

## Politická kariéra
V komunálních volbách v roce 2014 byl zvolen jako nestraník za stranu B10.cz na kandidátce subjektu „Severočeši Most“ zastupitelem města Most. V prosinci 2014 se navíc stal 1. náměstkem primátora města, ve svých 26 letech se jednalo o nejmladšího náměstka primátora v historii města. V roce 2016 spoluzakládal hnutí „SeverníČechy.cz“, které se v květnu 2018 přejmenovala na hnutí ProMOST. Od února 2017 tomuto hnutí předsedá. Ve volbách v roce 2018 obhájil za hnutí ProMOST post zastupitele města, v listopadu 2018 se opět stal 1. náměstkem primátora.
Také ve volbách v roce 2022 obhájil za hnutí ProMOST post zastupitele města a v říjnu 2022 i pozici 1. náměstka primátora. Ke konci roku 2022 se však Jan Paparega vzdal funkce primátora, a to kvůli časovému vytížení, jelikož byl zvolen senátorem. V polovině prosince 2022 byl novým primátorem města Most zvolen právě Marek Hrvol, a to s účinností od 1. ledna 2023.
V krajských volbách v roce 2020 byl zvolen jako člen hnutí ProMOST zastupitelem Ústeckého kraje, a to na kandidátce uskupení „LEPŠÍ SEVER“ (tj. hnutí UFO a hnutí ProMOST). Mandát krajského zastupitele posléze obhájil jako člen hnutí ProMOST i v krajských volbách v roce 2024, a to na kandidátce uskupení „LEPŠÍ SEVER“ (tj. hnutí LS, hnutí ProMOST, hnutí UFO, hnutí VÚ, MÍSTNÍ HNHRM, hnutí NS a hnutí ZLS). V listopadu 2024 byl posléze zvolen neuvolněným radním kraje.